# Zwierzyniec
Pour les articles homonymes, voir Zwierzyniec (homonymie).
Zwierzyniec (prononciation [zvjɛˈʐɨɲɛt͡s])  est une ville de la voïvodie de Lublin, dans le sud-est de la Pologne. 
Elle est le siège administratif (chef-lieu) de la gmina de Zwierzyniec, dans le powiat de Zamość. 
Zwierzyniec se situe à 30 kilomètres (km) de Zamość (qui constitue le chef-d’œuvre de l’architecture de la Renaissance polonaise et est appelée « la Padoue du Nord »). 
Sa population s'élevait à 3 334 habitants en 2006 répartie sur une superficie de 4.82 km².

## Géographie
Zwierzyniec se trouve au bord de la rivière Wieprz, au milieu de Roztocze, une chaîne de collines d'altitude moyenne d’environ 350 m, qui sépare l’élévation de Lublin (pol. Wyżyna Lubelska) du cirque de Sandomierz (pol. Kotlina Sandomierska) et qui continue à s’étendre en Ukraine; le Roztocze, c'est une région où se rencontrent les cultures latine de l’Ouest et grecque de l’Est. De tous côtés entourée  de forêts denses et sauvages (pin, bouleau, sapin, hêtre, chêne) dont la plupart font partie du Parc national de Roztocze, cette ville en est le siège, mais constitue aussi un grand centre de tourisme et un point de départ parfait pour les escapades dans toute la région.

## Histoire
La ville de Zwierzyniec a été fondée en 1593 par Jean Zamoyski (1542 – 1605), un aristocrate, Grand Chancelier et  Grand Hetman (le commandant en chef) de la Couronne, comme résidence de chasse et de repos. Elle continua à jouer ce rôle jusqu’au début de XIXe siècle. Les Zamoyski ont fait bâtir un palais Renaissance en bois; quelques ailes néoclassiques; une chapelle St-Jean Népomucène baroque, ornée de belles fresques et située sur un îlot pittoresque au milieu d’un lac; une brasserie de 1806; un palais en bois de plénipotentiaire du Majorat de 1890; quelques villas. Depuis le début du XIXe siècle jusqu’en 1944, Zwierzyniec était le siège de l’administration de tous les biens des Zamoyski (Ordynacja Zamojska, Le Majorat des Zamoyski fondé en 1589).
Pendant la Seconde Guerre mondiale, les Nazis y ont organisé un camp « de transit » où ils emprisonnaient les Polonais (surtout les enfants et les adolescents) avant de les emmener dans le Reich, de même que les Juifs avant de les exterminer dans le camp de Belzec, et les prisonniers de guerre français. 
Maintenant, Zwierzyniec est connue en Pologne grâce à ses monuments, à son paysage pittoresque mais aussi à l’un des plus importants festivals de cinéma en Pologne (Letnia Akademia Filmowa, l’Académie d’Été du Film).

## Administration
De 1975 à 1998, la ville était attachée administrativement à l'ancienne voïvodie de Zamość.

Depuis 1999, elle fait partie de la nouvelle voïvodie de Lublin.

## Galerie
Quelques vues de Zwierzyniec

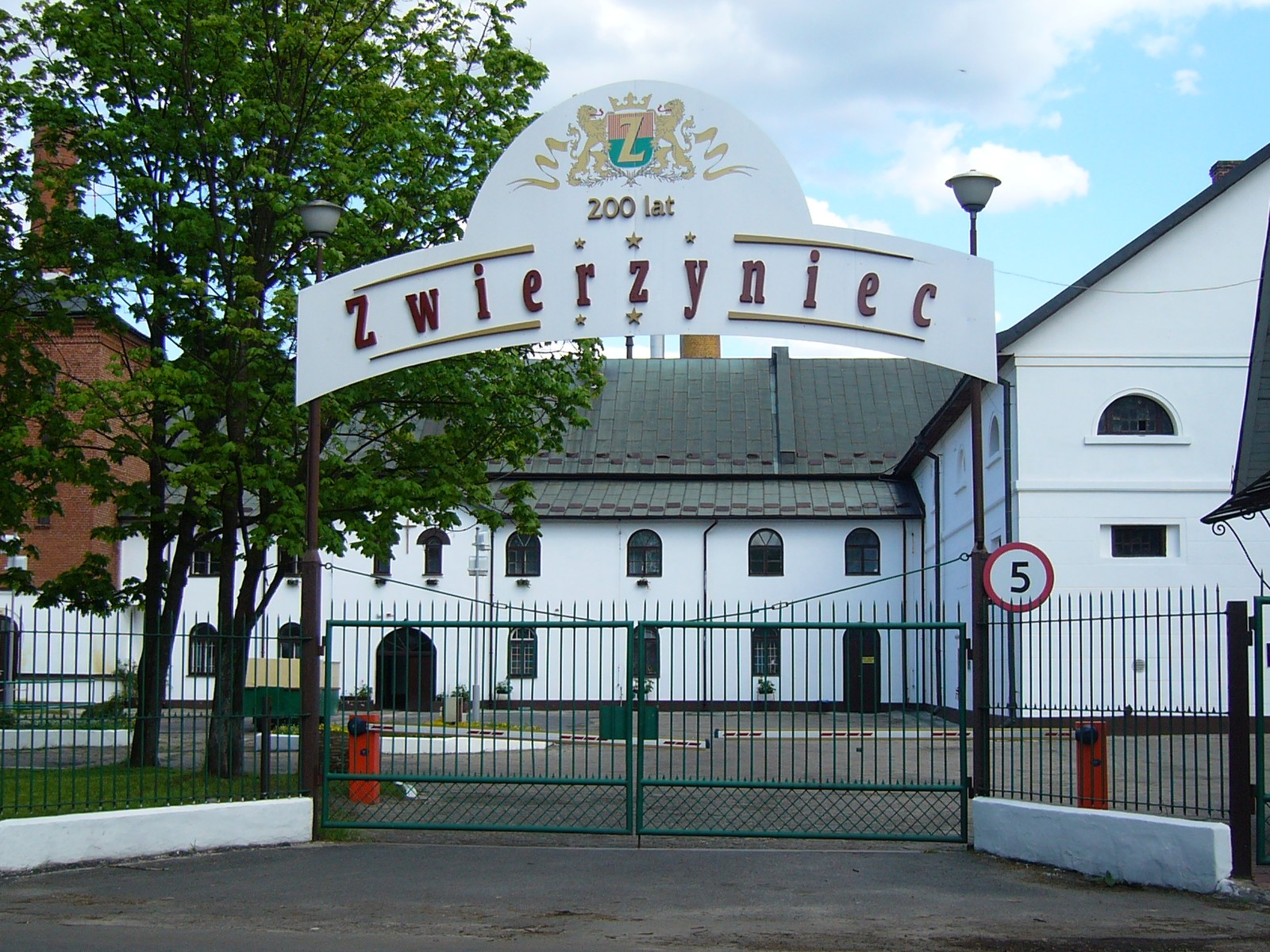
Bâtiment de la brasserie Browary Lubelskie à Zwierzyniec.
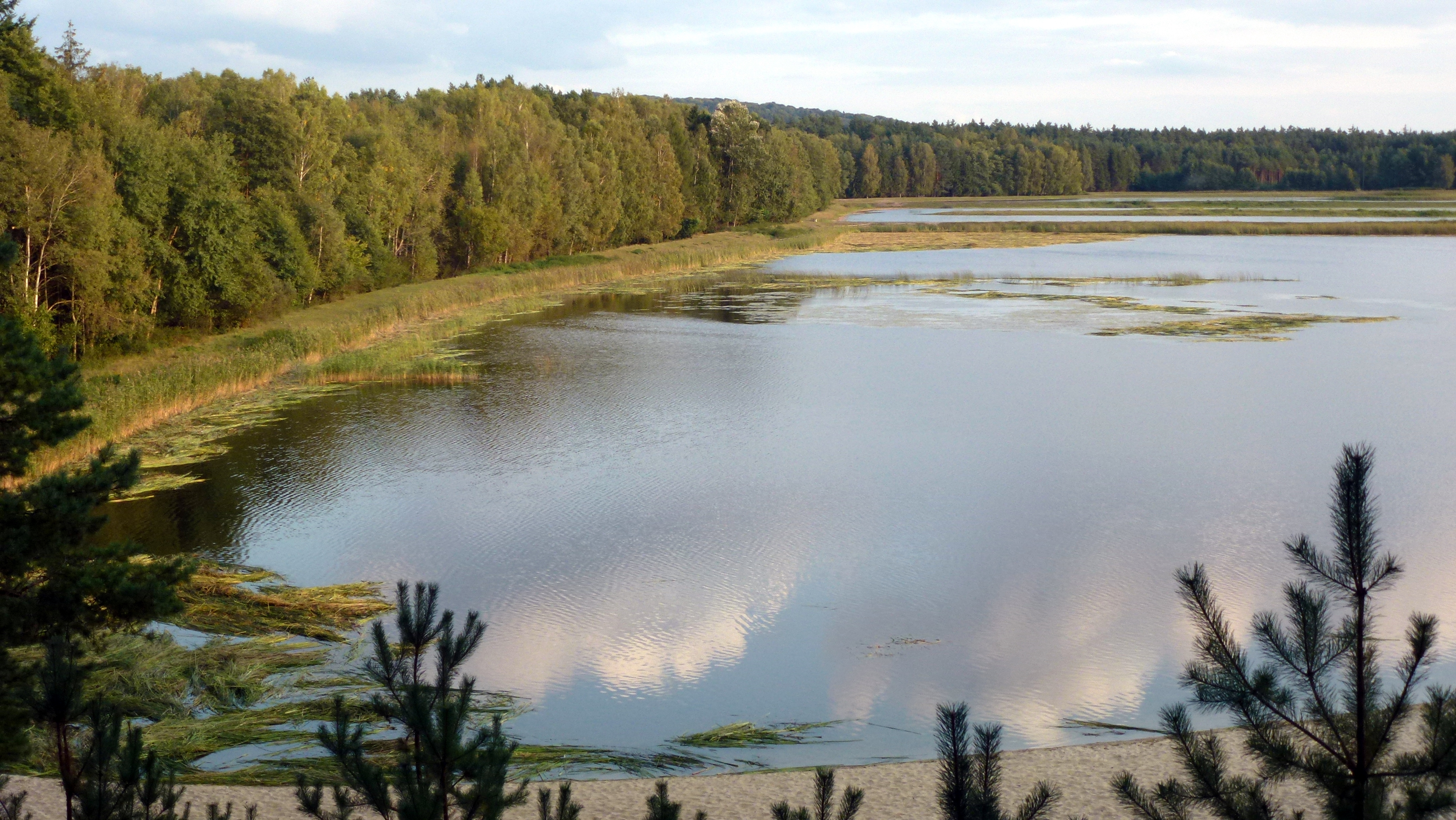
Lac Echo
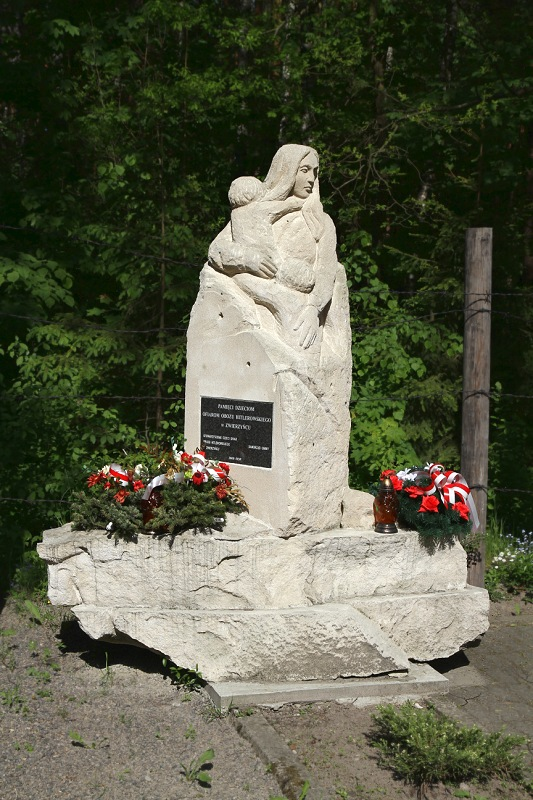
Monument en hommage aux enfants déportés.